# Lista de medalhas bielorrussas nos Jogos Olímpicos da Juventude
Este anexo contém uma lista detalhada (por Olimpíadas da Juventude de Verão e de Inverno - totais parciais - e o total global) das medalhas conquistadas pela Bielorrússia nos Jogos Olímpicos da Juventude.

## A Lista
| Edição                             | Medalha | Nome                  | Esporte                 | Evento                        |
| ---------------------------------- | ------- | --------------------- | ----------------------- | ----------------------------- |
| Verão de 2010 (4 Pratas, 1 Bronze) | Prata   | Alena Navahrodskaya   | Atletismo               | Arremesso de martelo feminino |
| Verão de 2010 (4 Pratas, 1 Bronze) | Prata   | Arina Charopa         | Ginástica rítmica       | Individual geral              |
| Verão de 2010 (4 Pratas, 1 Bronze) | Prata   | Sviatlana Makshtarova | Ginástica de trampolim  | Feminino                      |
| Verão de 2010 (4 Pratas, 1 Bronze) | Prata   | Illia Charheika       | Tiro                    | Carabina de ar 10 m masculino |
| Verão de 2010 (4 Pratas, 1 Bronze) | Bronze  | Vita Valnova          | Judo                    | Até 44 kg feminino            |
| Inverno de 2012 (1 Prata)          | Prata   | Roman Dubovik         | Patinação de velocidade | 500 m masculino               |
|                                    |         |                       |                         |                               |
| Totais - Verão                     |         |                       |                         |                               |
| Ouro                               | 0       | 0                     | 0                       | 0                             |
| Prata                              | 4       | 4                     | 4                       | 4                             |
| Bronze                             | 1       | 1                     | 1                       | 1                             |
| Total                              | 5       | 5                     | 5                       | 5                             |
| Totais - Inverno                   |         |                       |                         |                               |
| Ouro                               | 0       | 0                     | 0                       | 0                             |
| Prata                              | 1       | 1                     | 1                       | 1                             |
| Bronze                             | 0       | 0                     | 0                       | 0                             |
| Total                              | 1       | 1                     | 1                       | 1                             |
| Totais - Verão + Inverno           |         |                       |                         |                               |
| Ouro                               | 0       | 0                     | 0                       | 0                             |
| Prata                              | 5       | 5                     | 5                       | 5                             |
| Bronze                             | 1       | 1                     | 1                       | 1                             |
| Total de Medalhas                  | 6       | 6                     | 6                       | 6                             |